# Contadis
Die Contadis AG war ein Schweizer Grosshandelsunternehmen, das zuletzt rund 6000 Kioske, Bahnhofsläden, Tankstellenshops, Autobahnraststätten und den Tabakwarenhandel in der Schweiz mit Süsswaren, Getränken und Tabakwaren aus einem Sortiment von rund 10000 verschiedenen Artikeln belieferte. 

## Geschichte
Das Unternehmen ging auf die 1908 gegründete Firma Säuberli & Co zurück. Diese fusionierte im Jahr 2001 mit der Max Oettinger AG zur Contadis AG.
Bis Ende des Jahres 2015 war Contadis ein Tochterunternehmen der Oettinger Davidoff Group, in dem deren Grosshandelsaktivitäten gebündelt waren. Es erzielte im Jahr 2011 einen Umsatz von rund CHF 800 Millionen. Contadis hatte seinen Sitz in Oberentfelden und Verteilzentren in Le Mont-sur-Lausanne, Visp und Rancate.
Im Dezember 2015 wurde Contadis an die Lekkerland (Schweiz) AG, eine Tochter der deutschen Lekkerland AG & Co. KG, verkauft. Der Standort Oberentfelden wurde bis Mitte 2016 aufgelöst, rund die Hälfte der noch 90 Angestellten verloren ihren Arbeitsplatz. Anschliessend wurde die Gesellschaft durch Fusion auf die Oettinger Davidoff AG aufgelöst. Durch den Verkauf der Aktivitäten von Contadis sank der Umsatz von Oettinger Davidoff im Jahr 2016 um fast die Hälfte.